# 아쿠아시티 오다이바

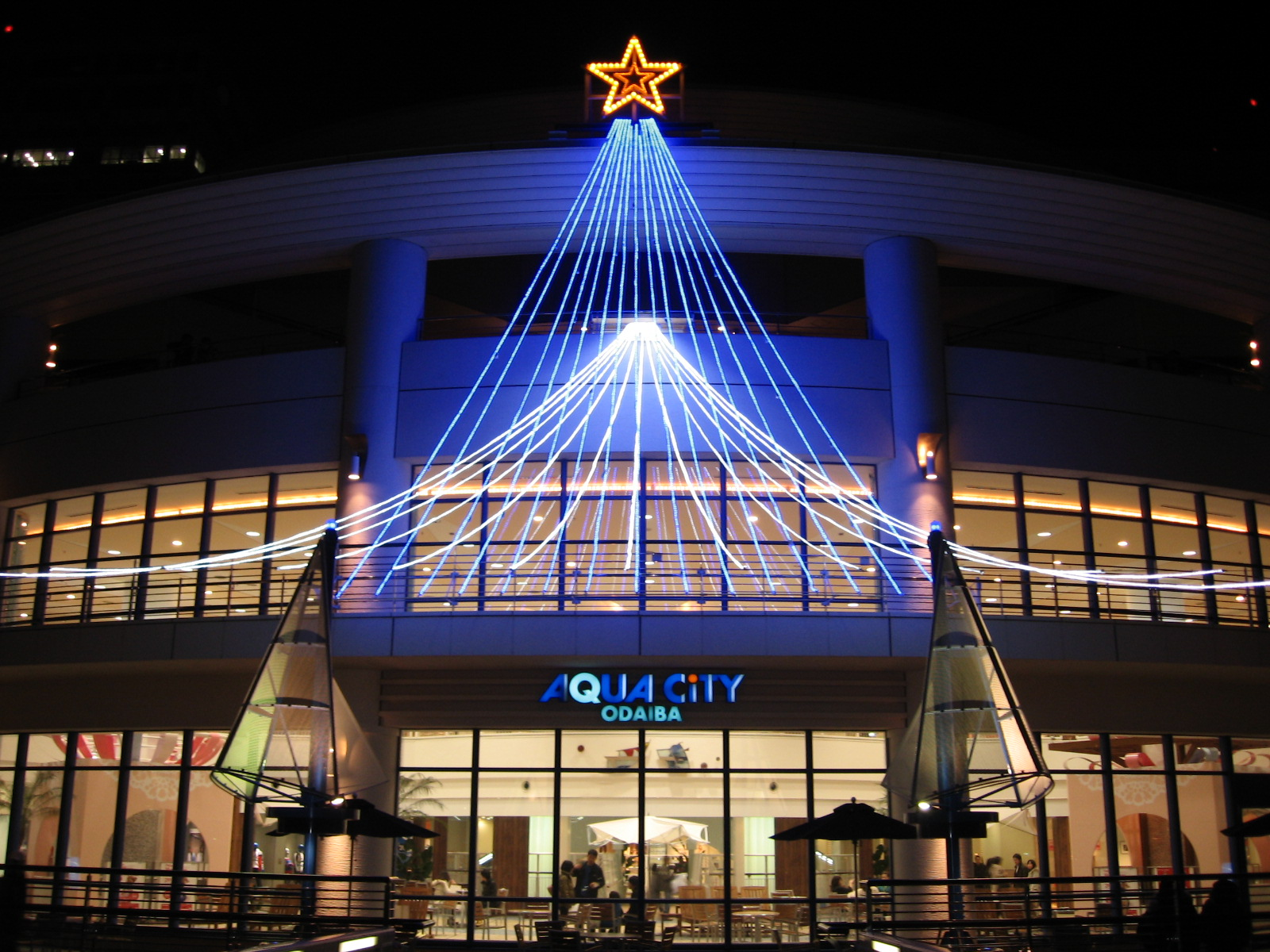
아쿠아시티 오다비아

아쿠아시티 오다이바(일본어: アクアシティお台場, 영어: AQUA CiTY ODAIBA)는 일본 도쿄도 오다이바에 있는 복합 쇼핑 센터로, 2000년 4월 1일 문을 열었다. 도쿄 만의 경치를 볼 수 있는 레스토랑과, 150여개의 숍 등이 있다.